# 呂公良
呂公良（1903年—1944年5月2日），中華民國將領，生前軍銜為陸軍少將。
1944年日軍發動河南作戰（豫中會戰、一號作戰），國軍呂公良率第29師部約三千人奉二十八集團軍司令李仙洲指示固守許昌，遭到日軍第37師團（野祐一郎部）與機械化部隊、九九爆擊式飛機等圍攻，與副師長黃永淮雙雙力戰殉國。1944年10月20日被追贈陸軍中將。